# Irmãs de Jesus Bom Pastor
As Irmãs de Jesus Bom Pastor, chamadas Pastorinhas (em latim Sorores a Iesu Bono Pastore), são um instituto religioso feminino de direito pontifício: os membros desta congregação pospõem o seu nome com a sigla S.J.B.P.

## História

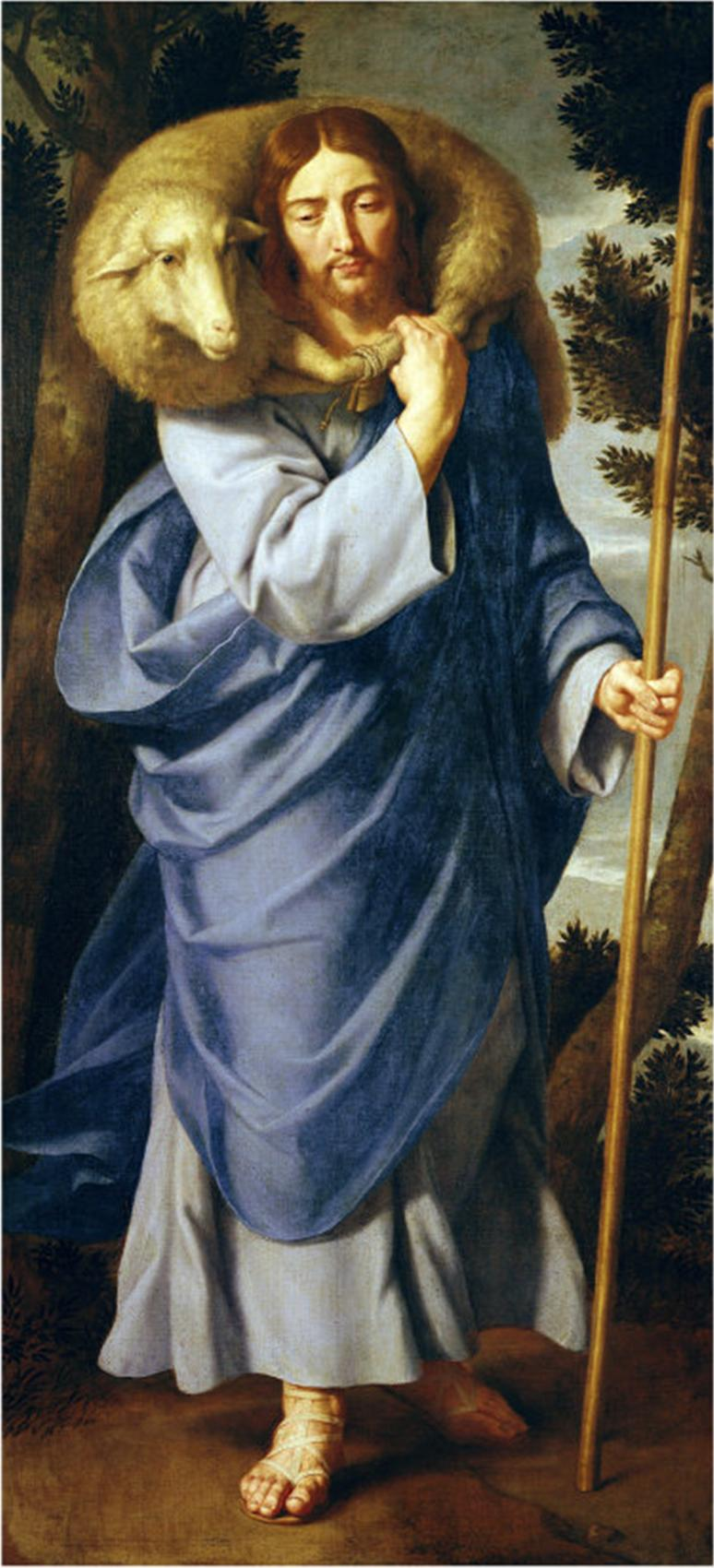
O Bom Pastor: pintura de Jean-Baptiste de Champaigne

A congregação foi fundada pelo padre italiano Giacomo Alberione (1884-1971) com algumas freiras da Pia Sociedade das Filhas de São Paulo.
Durante a sua breve experiência (1936-1938) como vice-pároco em Roma, na igreja de Gesù Buon Pastore em Montagnola, Alberione pensou numa comunidade feminina dedicada à cooperação e ao serviço dos sacerdotes no cuidado das almas: a primeira casa foi inaugurada em 7 de outubro de 1938 em Genzano.
Em 23 de junho de 1953 a congregação foi aprovada como instituto de direito diocesano pelo cardeal Giuseppe Pizzardo, bispo suburbicário de Albano; recebeu o decreto pontifício de louvor em 29 de junho de 1959.

## Atividades e difusão
As Irmãs Pastorinhas trabalham ao lado dos párocos para a renovação e animação das comunidades que lhes são confiadas.
Estão presentes na Europa (Albânia, Itália), nas Américas (Argentina, Bolívia, Brasil, Chile, Colômbia, México, Peru, Uruguai, Venezuela), na África (Gabão, Moçambique), na Ásia (Coreia do Sul, Filipinas) e na Oceania (Austrália, Saipã); a sede geral fica em Roma.
Em 31 de dezembro de 2005, a congregação contava com 595 religiosas em 125 casas.

## Itens relacionados
- Família Paulina

## Conexões externas
- «O site oficial das Irmãs de Jesus Bom Pastor (Pastorinhas)»